# Andreas Kronhardt
Andreas Kronhardt (* 27. August 1989 in Gʻazalkent, Usbekische SSR) ist ein deutscher Basketballspieler.
Bei den Walter Tigers Tübingen kam er in der Basketball-Bundesliga-Saison 2009/10 auf seine ersten sechs Einsätze in der höchsten deutschen Spielklasse. Danach spielte Kronhardt für verschiedene Vereine in der 2. Basketball-Bundesliga. Nach der Vizemeisterschaft in der dritthöchsten Spielklasse in der Saison 2012/13 mit den Schwelmer Baskets wechselte Kronhardt nach Württemberg zurück, wo er aufgewachsen ist, und erreichte mit den Crailsheim Merlins in der ProA-Spielzeit 2013/14 die Vizemeisterschaft und den Aufstieg in die höchste deutsche Spielklasse. Von 2015 bis 2021 spielte er für den VfL Kirchheim in der 2. Bundesliga ProA.

## Karriere
Kronhardt wuchs in Sulzdorf auf und bestritt seine ersten Spiele als Basketballspieler im Herrenbereich für die TSG Schwäbisch Hall 1844. 2007 wechselte der 18-jährige Kronhardt in die Jugend-Spielgemeinschaft der Erstligisten Neckar Riesen Ludwigsburg und Tigers Tübingen in der Nachwuchs-Basketball-Bundesliga (NBBL) und spielte für den Ludwigsburger Stammverein BSG in der Regionalliga. Zur Saison 2008/09 bekam Kronhardt bei den Walter Tigers aus Tübingen einen Vertrag, bei denen er jedoch erst in der Basketball-Bundesliga-Saison 2009/10 seine ersten sechs Kurzeinsätze in der Profimannschaft in der höchsten deutschen Spielklasse hatte.
Zur Saison 2010/11 wechselte Kronhardt nach Norddeutschland und spielte für den SC Rasta Vechta in der dritthöchsten Spielklasse ProB. In der ProB-Saison 2010/11 scheiterte die Mannschaft unter Trainer Patrick Elzie, der zuvor unter anderem bis 2008 bei den Kirchheim Knights gearbeitet hatte, in der Play-off-Viertelfinalserie an der BG Leitershofen/Stadtbergen, die im Anschluss den Aufstieg in die ProA erreichte. Der Aufsteiger aus Stadtbergen bei Augsburg war auch Kronhardts nächste Station, doch in der ProA-Spielzeit 2011/12, in der die Mannschaft als Topstar Kangaroos firmierte, stieg man nach nur sieben Siegen in 28 Spielen als Tabellenletzter wieder ab. Auch Kronhardt spielte in der Saison 2012/13 wieder in der ProB, jedoch für die Schwelmer Baskets, die sich in den Play-offs den Finaleinzug und das sportliche Aufstiegsrecht sicherten. Beim ProB-Vizemeister zählte Kronhardt, ähnlich wie zwei Jahre zuvor in Vechta, zu den Leistungsträgern mit durchschnittlich knapp 13 Punkten und acht Rebounds.
Nachdem die Schwelmer aus wirtschaftlichen und infrastrukturellen Gründen auf den Aufstieg in die zweithöchste Spielklasse verzichtet hatten, kehrte Kronhardt 2013 in seinen heimatlichen Landkreis zurück und schloss sich den Crailsheim Merlins an, so dass er selbst wieder in die ProA „aufstieg“. Mit den Crailsheimern schaffte Kronhardt etwas überraschend die Vizemeisterschaft in der ProA-Spielzeit 2013/14 und den Aufstieg in die höchste deutsche Spielklasse. Zur Saison 2015/16 wechselte er zurück in die 2. Bundesliga ProA zum VfL Kirchheim. 2019 wurde Kronhardt in die deutsche Nationalmannschaft in der Basketball-Spielart „3-gegen-3“ berufen. Nach der Saison 2020/21 schied er aus Kirchheims Aufgebot aus, er kehrte zur TSG Schwäbisch Hall zurück und spielte für deren Mannschaft in der 2. Regionalliga. Im Sommer 2022 wechselte er zum SV Fellbach in die 1. Regionalliga. Er gewann mit der Mannschaft 2023 die Meisterschaft in der 1. Regionalliga Südwest. Kurz vor dem Beginn der Saison 2024/25 verließ Kronhardt die Fellbacher aus persönlichen Gründen.